# Xavier Riddle and the Secret Museum
Xavier Riddle and the Secret Museum är ett amerikansk–kanadensiskt animerat barnprogram. TV-serien hade premiär i USA den 11 november 2019 på PBS Kids. Xavier Riddle and the Secret Museum är producerad av 9 Story Entertainment och Brown Bag Films.

## Handling
Serien handlar om den peruansk-amerikanske pojken Xavier Riddle, hans syster Yadina Riddle och deras vän Brad. I varje avsnitt uppstår ett problem eller en svårighet. De går då till det hemliga museet för att göra en tidsresa till det förflutna, för att observera, interagera och lära av de historiska hjältarna. De återvänder sedan till nutiden och använder sin nyvunna erfarenhet för att lösa problemet.